# Threnetes ruckeri
Threnetes ruckeri е вид птица от семейство Колиброви (Trochilidae).

## Разпространение
Видът е разпространен в Белиз, Венецуела, Гватемала, Еквадор, Колумбия, Коста Рика, Никарагуа, Панама и Хондурас.